# Hôtel de Montmorin (rue Oudinot)
Ne pas confondre avec l'hôtel de Montmorin de la place de Vosges à Paris.
L'hôtel de Montmorin est un hôtel particulier situé à l'angle de la rue Oudinot (no 27) et du boulevard des Invalides dans le 7e arrondissement de Paris. Il est aujourd'hui le siège du ministère des Outre-mer.

## Histoire

### Ancien régime et Révolution

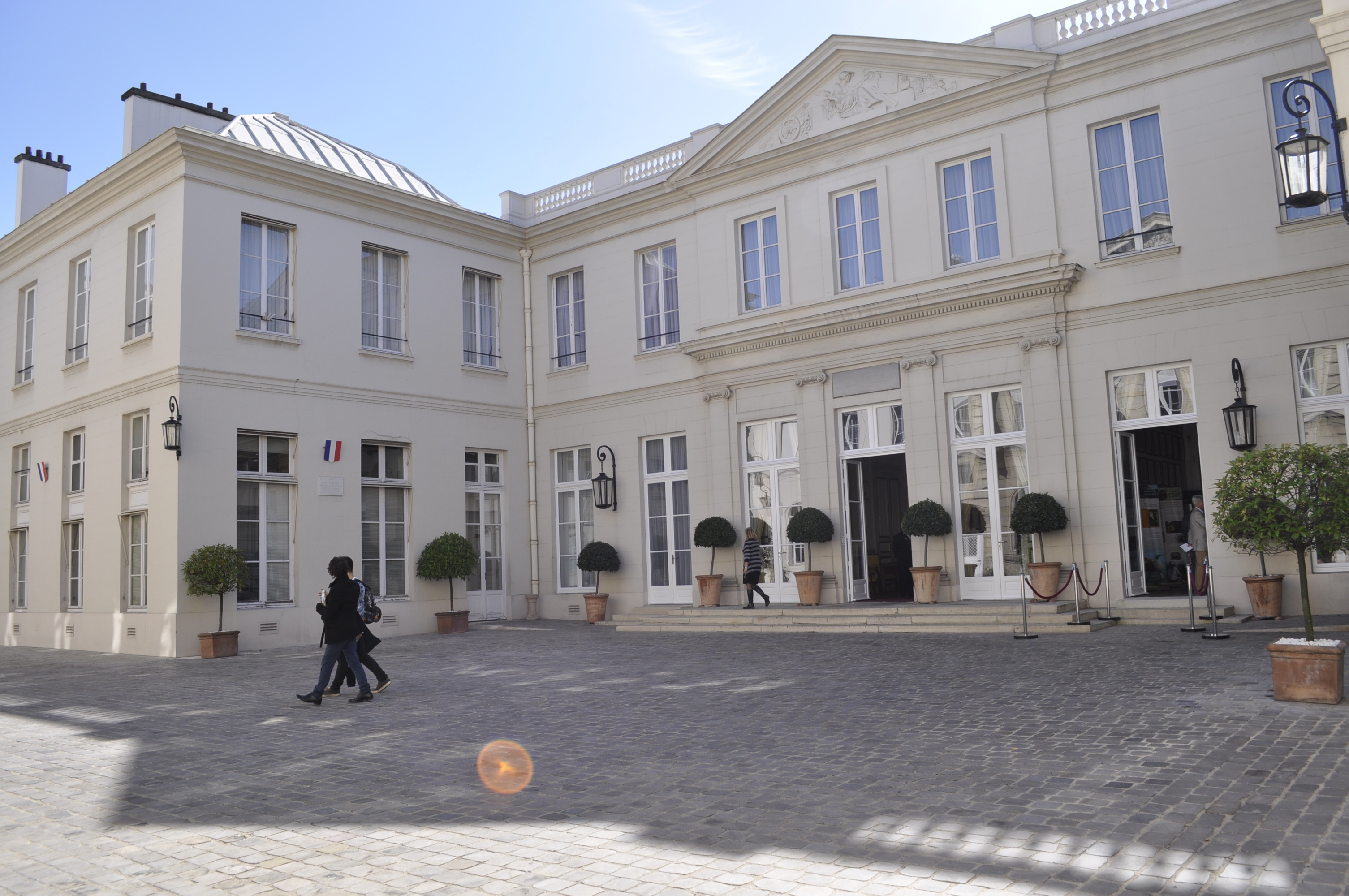
Cour.

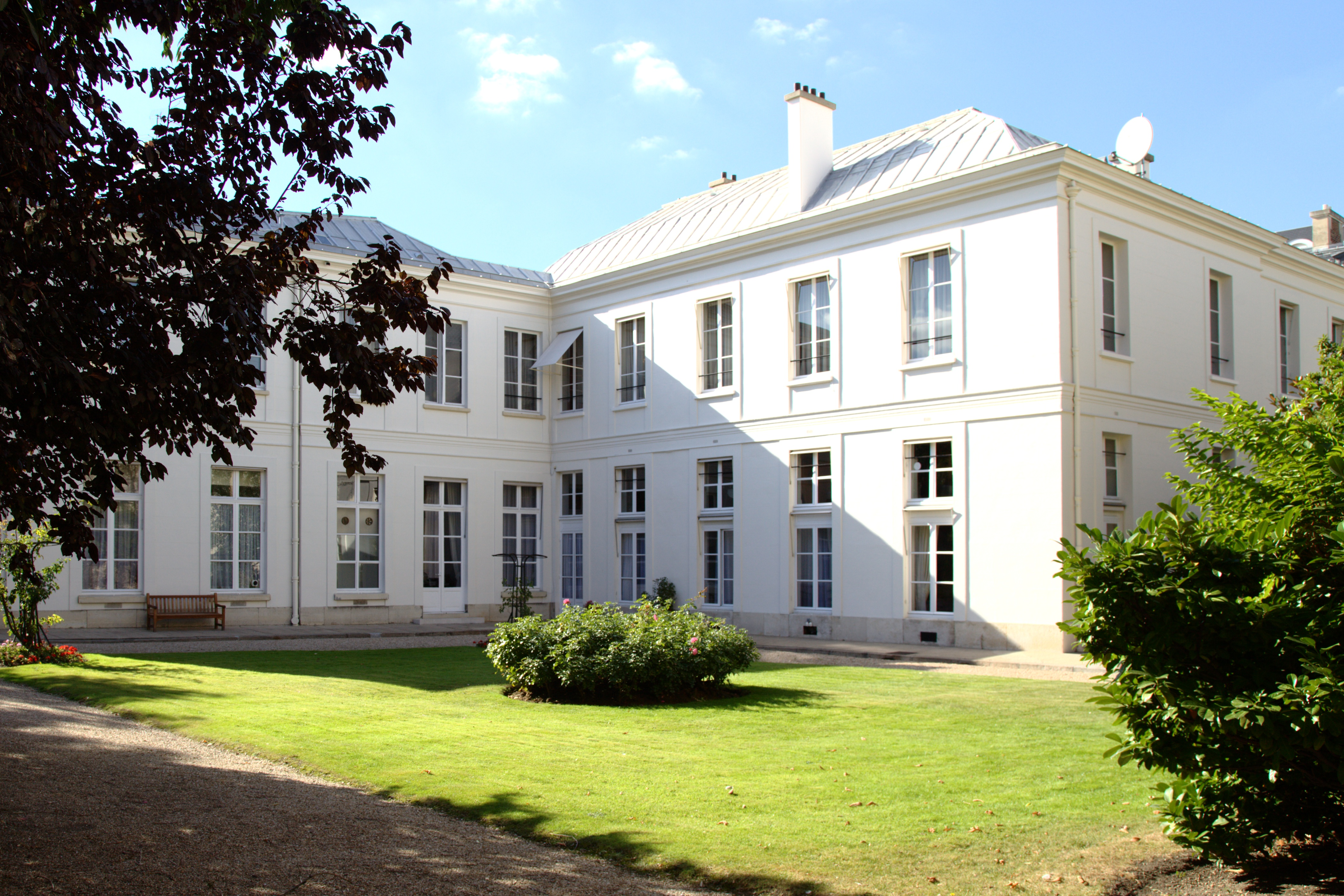
Jardin.

En 1768, Jean-Baptiste Gaillard de Beaumanoir, baron d’Écouis, seigneur de Marigny, Dampierre etc., jusqu’alors domicilié rue de la Chaise en la paroisse Saint-Sulpice, acquiert d’un certain Graz-Pajot, bourgeois de Paris, un terrain d’une superficie de deux arpents et demi avec d’une part un corps de logis et son jardin d’agrément, d’autre part un marais couvrant à peu près la moitié de la superficie totale, le tout situé à l’extrémité de la rue Plumet (devenue rue Oudinot) à l’angle du boulevard du Midi (devenu boulevard des Invalides), à proximité de la barrière Plumet. Gaillard de Beaumanoir fit réaliser d’importants travaux de réfection ou de reconstruction et d’aménagement (attribués à l’architecte Alexandre-Théodore Brongniart), se ruine à la dépense et revendit sa propriété en 1781.
Le comte Armand Marc de Montmorin Saint-Hérem, ancien ambassadeur de France en Espagne et futur ministre des affaires étrangères (1787-1791) de Louis XVI, l’achète en 1784 pour y loger avec son épouse Françoise-Gabrielle née de Tanes (1741-1794), par ailleurs sa cousine, et leurs quatre enfants: Victoire (1765-1794), future  épouse de La Luzerne; Pauline  (1768-1803), future comtesse de Beaumont; Auguste, officier de la marine et Antoine-Calixte (1772-1794). 
De nouvelles transformations réalisées sous la direction de Brongniart à partir de 1784 donnent au corps de logis de l’hôtel l’aspect extérieur qu'il garde encore aujourd'hui.  
Très proche de Louis XVI, le comte de Montmorin est accusé notamment d’avoir participé à l’organisation de la tentative de fuite de la famille royale, interrompue à Varennes. Arrêté après le 10 août 1792, il est enfermé à la prison de l’Abbaye puis sauvagement massacré lors des massacres de septembre,.
Mis sous scellés et  séquestré dès 1792, l’hôtel de la rue Plumet (précédemment Montmorin) est restitué en l'an III aux survivants des héritiers du comte de Montmorin, qui le vendent la même année à Daniel Parker, citoyen des États-Unis. Il passe ensuite à Jean-Auguste Sevène (en 1798), banquier rue d’Amboise.

### XIXesiècle

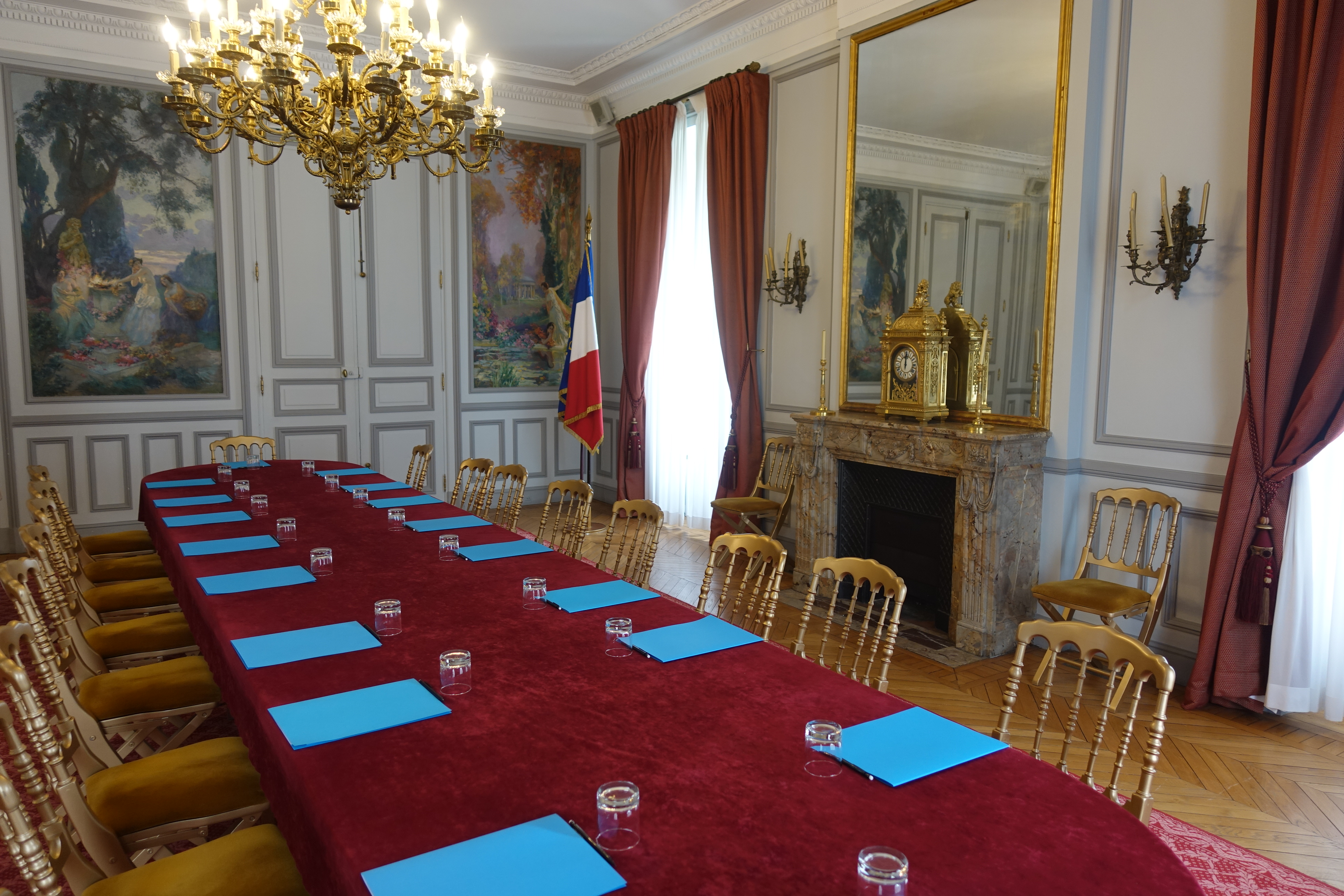
Salle de réunion.

L’hôtel est ensuite la propriété du général de division comte Rapp (1805-1821), d’un spéculateur nommé Claude-François Bouriaud (en 1821), de Louis-Marie-Céleste, duc d'Aumont (la même année), et du banquier Théodore Beauvais (en 1829) qui le revend peu après à Anselme François-Marie marquis de Rochedragon. 
En 1847, la Ville de Paris, indemnisée par l’État pour l’expropriation du terrain et de l’ancienne maison de santé Dubois lui appartenant rue du Faubourg-Saint-Martin et dont la jouissance avait été accordée pour l’établissement de leur maison généralice aux Frères des écoles chrétiennes en 1819, achète l’hôtel Plumet (précédemment Montmorin) et le concède aux Frères en compensation.  
La nouvelle maison généralice et l'institut des Frères des écoles chrétiennes l'occupent durant près de cinquante ans. Plusieurs ailes sont alors ajoutées aux bâtiments existants.

### XXeetXXIesiècles

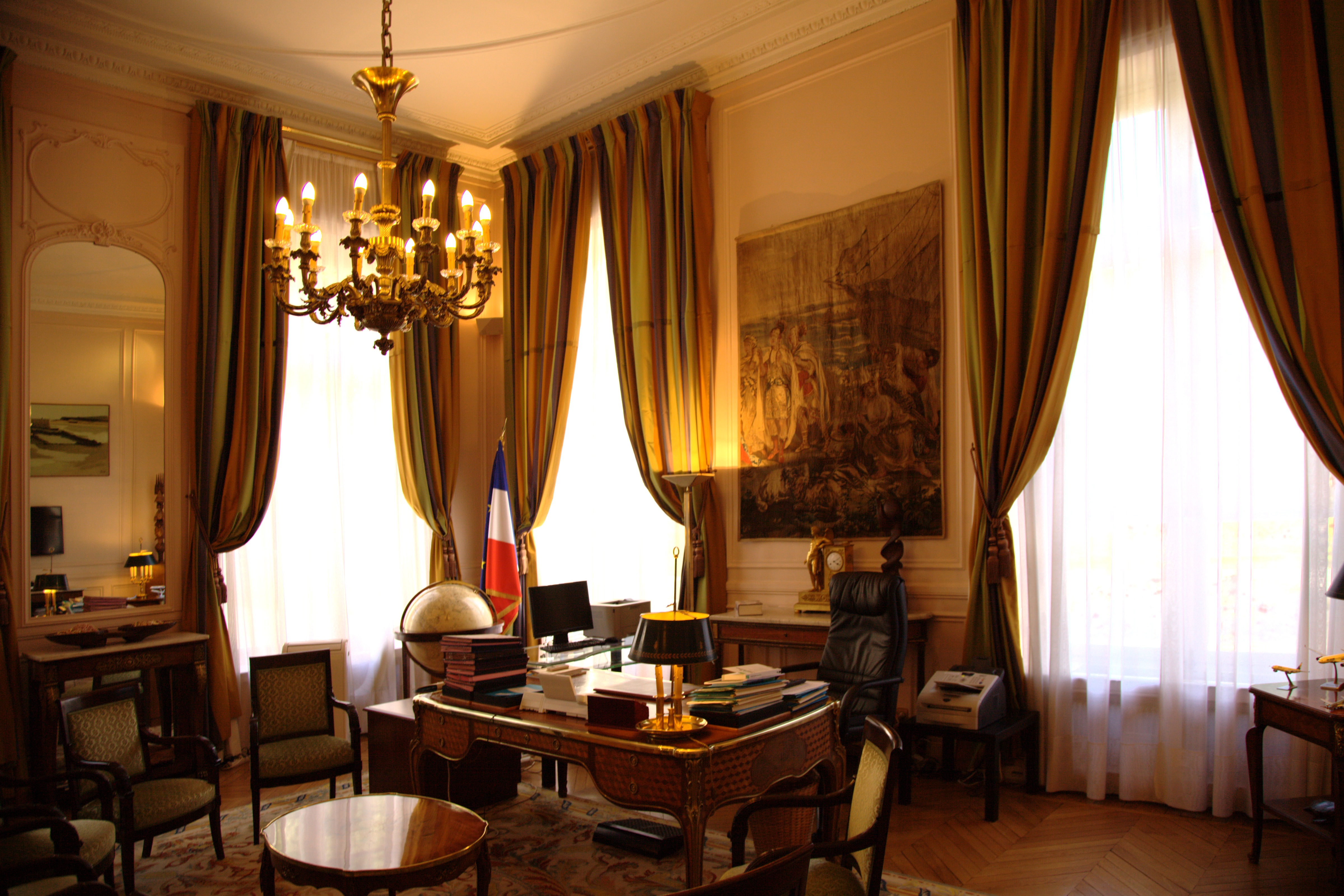
Bureau du ministre en 2012.

Après la proscription des congrégations enseignantes par la loi du 7 juillet 1904, les frères furent sommés d'abandonner l’immeuble que la Ville de Paris céda en 1906 à l’État, en échange de la caserne du Château d'Eau. 
Peu après, le ministère des colonies est transféré du pavillon de Flore dans l’immeuble de la rue Oudinot, nos  25 et 27.

## Architecture
La façade sur la cour de l'hôtel de Montmorin fait l’objet d’une inscription au titre des monuments historiques depuis le 8 juin 1926. 
D'une architecture très sobre, elle est élevée sur deux niveaux, tout en pierre. Elle comporte sept travées, dont les trois centrales, légèrement saillantes et surmontées d'un fronton triangulaire, forment avant-corps.
Elle est surmontée par une balustrade en pierre, dissimulant une toiture basse. Deux courtes ailes la prolongent en retour. 